# Kasata józefińska

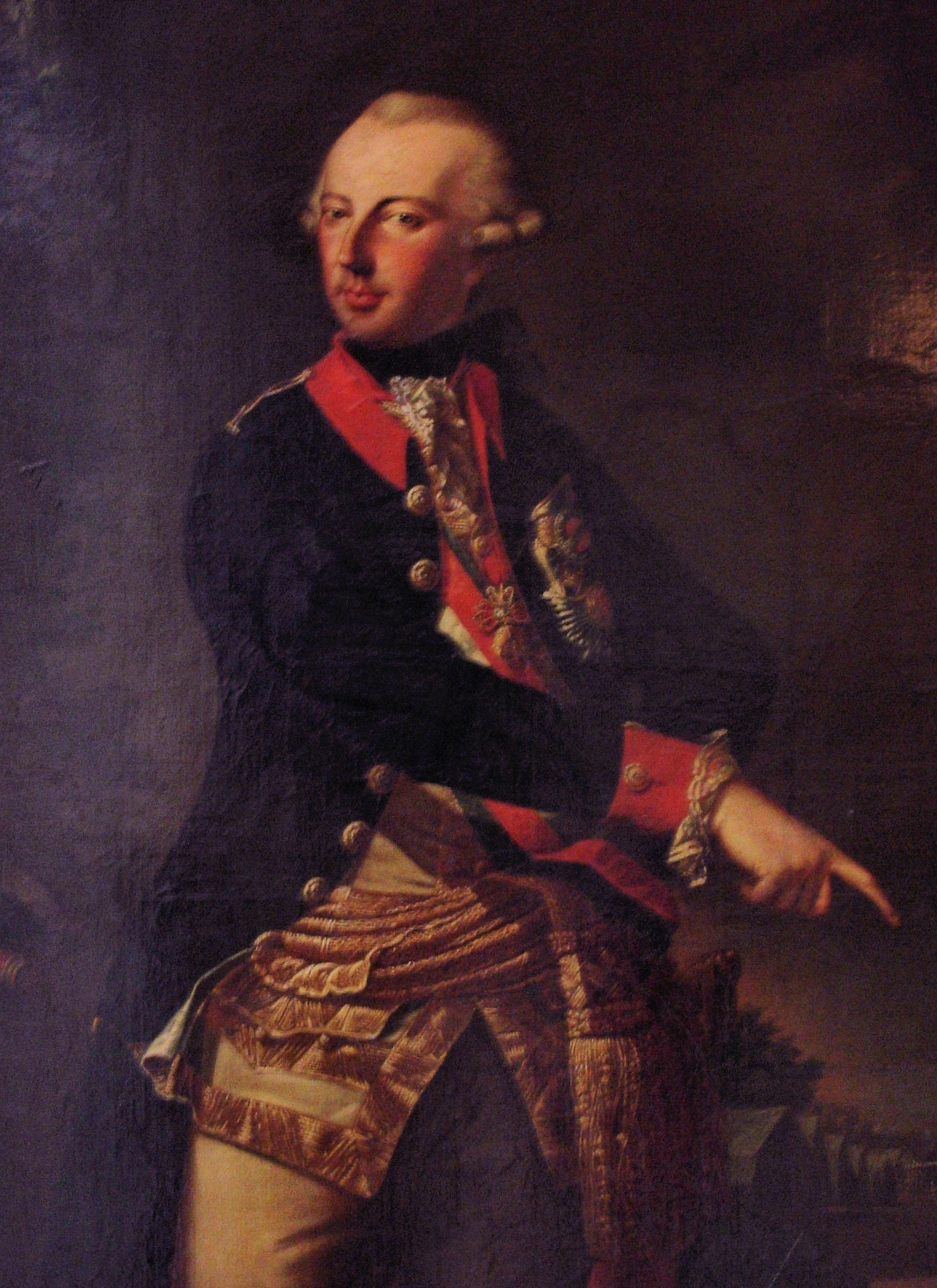
Józef II Habsburg

Kasata józefińska – likwidacja klasztorów w monarchii Habsburgów (w tym m.in. w Galicji i na Bukowinie) w ramach tzw. reform józefińskich cesarza Józefa II Habsburga.
W 1782 r. wprowadzono w Austrii dekret o kasacie zgromadzeń zakonnych, które nie prowadziły szkół ani nie sprawowały opieki nad chorymi – był to jeden z wielu dekretów wydanych w ramach tzw. reform józefińskich w latach 1780–1790 przez cesarza Józefa II. Pierwsze kasaty odbyły się już w 1769 r. Do 1786 r. zlikwidowano w ten sposób 738 domów zakonnych (z 2163 poprzednio istniejących), w których przebywało ok. 38 tys. zakonników i zakonnic, którzy przenosili się do innych, czynnych klasztorów i domów zakonnych.
Skonfiskowane budowle przeznaczano na inne cele. W byłych klasztorach tworzono m.in. szkoły oraz państwowe seminaria dla duchownych katolickich. Kościoły w większości przypadków przekazywano na rozbudowę sieci parafii (Józef II uważał, że parafie powinny być równomiernie rozmieszczone w terenie i wierni nie powinni mieć do swojego kościoła więcej niż godzinę drogi). W latach 1782–1783 utworzono w ten sposób ok. 800 nowych parafii. Dawne dobra biskupie podległy sekularyzacji. Dochody z dawnych majątków klasztornych i wsi biskupich przeznaczono na tzw. Fundusz Religijny, który miał być źródłem rządowych pensji wypłacanych duchowieństwu.